# Burger BC 08
Maillots
Le Burger BC 08 est un club allemand de football localisé dans la ville de Burg, en Saxe-Anhalt.

## Histoire (football)

### De 1908 à 1945
Le Burger BC 08 fut créé en 1908. Il resta actif jusqu’au terme de la Seconde Guerre mondiale.
Il participa aux compétitions de la Verband Mittedeutscher Fussball-Vereine (VMBV).
En 1945, le club fut dissous par les Alliés, comme tous les clubs et associations allemands (voir Directive n°23).
Comme toute la Saxe-Anhalt, la localité de Burg se retrouva en zone soviétique puis en RDA à partir d’octobre 1949.

### Époque de la RDA
En 1945, d’anciens membres du Burger BC 08 reconstituèrent la Sportgemeinschaft Sportfreunde Burg ou SG Sportfreunde Burg. En 1948, ce club participa au Osterzonemeisterschaft. Au tour préliminaire, il élimina le SG Sömmerda ("1-0"), puis fut battu en Quarts de finale par SG Meerane ("2-1", après prolongation).

### BSG Einheit Burg

Ancien logo du "BSG Einheit Burg"

Ancien logo du "BSG Einheit Burg"

En 1950, lors de la création des Sportvereinigung, le club fut rebaptisé Zentrale Sportgemeinschaft Burg ou ZSG Burg puis un peu plus tard BSG Einheit Burg.
Lors de la saison 1950-1951, le BSG Einheit Burg fut un des fondateurs de la DDR-Liga, la Division 2 est-allemande.
En 1953, le club fut relégué en Bezirksliga Magdeburg où il fut vice-champion en 1954 et 1955.
À ce moment eut lieu une double réforme concernant les compétitions de football en Allemagne de l’Est. D’une part, les Berziksligen reculèrent au 4e niveau de la hiérarchie à la suite de la scission de la DDR-Liga en I. DDR-Liga et en II. DDR-Liga. D’autre part, les dirigeants politiques agencèrent les saisons sportives selon le modèle soviétique. C'est-à-dire qu’elles commencèrent au printemps pour se terminer à la fin de l’automne d’une même année calendaire. Un « tour de transition » (en allemand : Übergangsrunde) fut disputé à l’automne 1955 sans montées, ni descentes. Le BSG Einheit Burg l’Übergangsrunde de la Bezirksliga Magdeburg.
Einheit Burg remporta le titre de la Bezirksliga Magdeburg à la fin de la saison 1957 et monta en II. DDR-Liga. Le club y fut vice-champion du Groupe 3 en 1959, mais par contre il fut relégué à la fin de la saison 1960.
Ce fut à partir de cette période qu’un calendrier plus conventionnel fut à nouveau respecté. Les compétitions reprirent à l’été 1961 avec la saison 1961-1962 au terme de laquelle, le BSG Einheit Burg fut sacré champion de la Bezirksliga Magdeburg.
Le club rejoua en II. DDR-Liga, lors de son dernier championnat d’existence en 1962-1963. Les quinze Berziksligen redevinrent la 3e division de la Deutscher Fussball-Verband der DDR (DFV). le BSG Einheit Burg retourna alors en Bezirksliga.
Il y joua les premiers rôle jusqu’au début des années 1970. Champion en 1965, il échoua à remonter durant le tour final. Il fut aussi vice-champion en 1964 et en 1970. Se retrouvant dans le ventre mou du classement puis luttant pour son maintien, Einheit Burg fut relégué en Bezirksklasse (niveau 4) en 1977.
Le cercle revint en Bezirksliga Magdeburg en 1979 et y resta jusqu’en 1986 année où il fut de nouveau renvoyé en Bezirksklasse.
Le BSG Einheit Burg ne dépassa plus le 4e étage de la hiérarchie est-allemande jusqu’à la réunification allemande. En 1990, conclut une association avec le BSG Empor Burg pour jouer sous l’appellation SG Einheit/Emport Burg. Mais cela fut de courte durée. 
En 1991, le club fut restructuré sous la dénomination historique de Burger BC 08.

### Burger BC 08
En 1994, le Burger BC 08 accéda à la Verbansdliga Sachsen-Anhalt, à l’époque où cette ligue devenait le 5 niveau de la hiérarchie. Le club en fut relégué en 2001, il évolua alors en Landesliga Sachsen-Anhalt (Groupe Nord).
À la fin de la saison 2005-2006, le Burger BC 08 descendit en Landesklasse. Deux ans plus tard, le club fut renvoyé en Kreisoberliga du Jerichowerland, soit au 9e étage de la pyramide du football allemand. Il conquit directement le titre avec 13 points d’avance sur son premier poursuivant et remonta en Landesklasse.
En 2010-2011, le Burger BC 08 évolue en Landesklasse (Groupe 1) de Saxe-Anhalt, soit le 8e niveau de la hiérarchie de la DFB.

## Palmarès
- Champion de la Bezirksliga Magdeburg: 1957, 1962, 1965
- Vice-champion de la Bezirksliga Magdeburg: 1954, 1955, 1964, 1970
- Vice-champion de la II. DDR-Liga, Groupe 3: 1959
- Champion de la Kreisoberliga du Jerichowerland (Saxe-Anhalt): 2009.

## Localisation

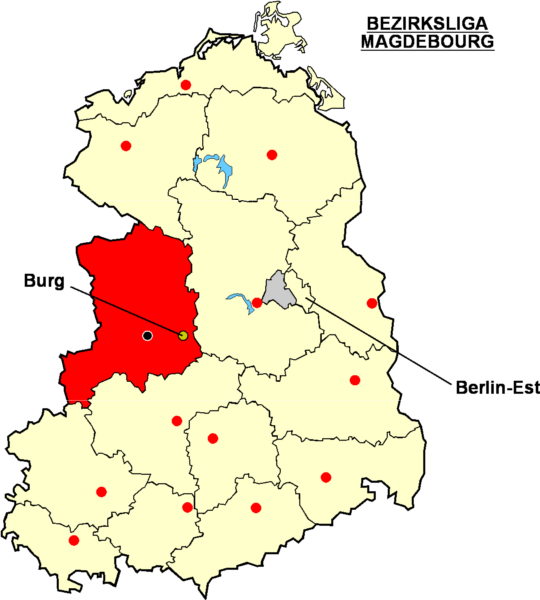
Localisation de Burg dans la "Bezirksliga Magdeburg"